# Almodôvar
Almodôvar là một huyện thuộc tỉnh Beja, Bồ Đào Nha. Huyện này có diện tích 777 km², dân số thời điểm năm 2001 là 8145 người.